# Belfir, Bihor
Belfir este un sat în comuna Tinca din județul Bihor, Crișana, România.